# Losine
Losine (lombardul: Lùzen) település Olaszországban, Lombardia régióban, Brescia megyében. Lakosainak száma 624 fő (2023. január 1.). Losine Braone, Cerveno, Niardo, Breno és Malegno községekkel határos.

## Népesség
A település lakossága az elmúlt években az alábbi módon változott:
| Lakosok száma | 608  | 613  | 624  |
|               | 2017 | 2018 | 2023 |